# George Duvivier
George Duvivier (17 août 1920 - 11 juillet 1985) est un contrebassiste américain de jazz.

## Carrière musicale
Duvivier est né à New York en 1920 et effectue durant son adolescence des études de musique, principalement du violon. Influencé par l'univers du jazz il abandonne le violon pour la contrebasse, jouant notamment de cet instrument en 1937 avec le Royal Baron Orchestra. Il travaille ensuite avec le saxophoniste Coleman Hawkins en 1941 et jusqu'en 1942 avec le groupe de Lucky Millinder et Eddie Barefield. Il rejoint l'armée de 1943 à 1945 pour effectuer son service militaire, composant des arrangements pour le chef d'orchestre et saxophoniste Jimmie Lunceford jusqu'en 1947. Il joue ensuite de la contrebasse en indépendant accompagnant de nombreux groupes et au début des années 1950 effectue des tournées en Europe avec des chanteuses telles que Pearl Bailey, Lena Horne, faisant aussi une apparition aux côtés du vibrationiste Terry Gibbs en 1952. Il est de 1953 à 1956 le contrebassiste de Bud Powell participant notamment à la session d'enregistrement de l'album The Amazing Bud Powell Vol. 2 sur lequel il effectue des arrangements. Il enregistre aussi pour Herbie Nichols, l'album Love, Gloom, Cash, Love en 1957, rejoint le saxophoniste ténor Eddie "Lockjaw" Davis, l'organiste Shirley Scott et le batteur Arthur Edgehill de 1957 à 1959.
Au début des années soixante il joue avec le saxophoniste Oliver Nelson, Eric Dolphy ou encore le pianiste Mal Waldron et participe à de nombreux festivals aux États-Unis et en Europe. Il réalise une tournée avec Hank Jones et Benny Carter dans les années 1970 et participe aussi aux enregistrements avec des duos tels que Al Cohn et Zoot Sims ou Sims avec Joe Venuti ou encore Herb Ellis & Remo Palmier pour l'album Windflower en 1978.
Duvivier décède à 64 ans d'un cancer à son domicile de Manhattan en 1985.

## Discographie
Duvivier a enregistré un « obscur LP en tant que leader » sur le label australien Coronet, et il a été principalement durant sa carrière un contrebassiste jouant en indépendant pour de très nombreux musiciens dont Bud Powell, Eric Dolphy, Etta Jones ou Frank Sinatra.
En leader
| Sortie | Nom de l'album           | Label           |
| ------ | ------------------------ | --------------- |
| 1956   | George Duvivier In Paris | Coronet Records |

En sideman (discographie sélective)
| Session | Leader          | Nom de l'album                               | Label             |
| ------- | --------------- | -------------------------------------------- | ----------------- |
| 1953    | Bud Powell      | The Amazing Bud Powell, Vol. 2               | Blue Note Records |
| 1956    | Bud Powell      | Strictly Powell                              | RCA               |
| 1956    | Thad Jones      | The Magnificent Thad Jones                   | Blue Note         |
| 1957    | Bud Powell      | Swingin' with Bud                            | BMG               |
| 1957    | Jimmy Smith     | A Date with Jimmy Smith, Vol. 2              | Blue Note         |
| 1958    | Bud Powell      | Bud Plays Bird                               | Blue Note         |
| 1958    | Michel Legrand  | Legrand Jazz                                 | PolyGram          |
| 1960    | Eric Dolphy     | Out There                                    | Prestige Records  |
| 1961    | Oliver Nelson   | Screamin' the Blues                          | Prestige          |
| 1961    | Eric Dolphy     | Here and There                               | Prestige          |
| 1961    | Sarah Vaughan   | After Hours                                  | Sony Music        |
| 1962    | Paul Desmond    | Desmond Blue                                 | BMG               |
| 1962    | Ella Fitzgerald | Rhythm Is My Business                        | PolyGram          |
| 1962    | Ben Webster     | Ben and Sweets                               | Columbia Records  |
| 1963    | Stan Getz       | Stan Getz with guest artist Laurindo Almeida | Verve Records     |
| 1963    | Stan Getz       | Reflections                                  | Verve             |
| 1973    | Zoot Sims       | Body and Soul                                | 32 Jazz           |
| 1975    | Buddy Tate      | Jive at Five                                 | Storyville        |
| 1977    | Hank Jones      | I remember you                               | Black and blue    |
| 1981    | Sonny Stitt     | In Style                                     | 32 Jazz           |
| 1985    | Freddie Redd    | Lonely City                                  | Uptown Records    |